# Calpocalyx heitzii
Calpocalyx heitzii är en ärtväxtart som beskrevs av François Pellegrin. Calpocalyx heitzii ingår i släktet Calpocalyx och familjen ärtväxter. IUCN kategoriserar arten globalt som sårbar. Inga underarter finns listade i Catalogue of Life.